# Gambit (película no producida)
Gambit iba a ser una película de superhéroes basada en el personaje de Marvel Comics del mismo nombre que se estaba gestando en Estados Unidos y que, de concretarse, hubiese sido la decimocuarta entrega en la serie de películas X-Men. El guion estaba siendo escrito por Josh Zetumer, basado en una historia del creador del personaje, Chris Claremont y el actor Channing Tatum había sido elegido para protagonizar el papel principal.
Hubo proyectos anteriores de incluir a Gambito en las películas de X-Men pero cuando se decidió introducir ese personaje en la película X-Men Origins: Wolverine, Tatum no estaba disponible por lo que se eligió para ese papel a Taylor Kitsch y su desempeño no tuvo buena crítica.
A principios de 2014 la productora,  Lauren Shuler Donner, se contactó con Tatum ofreciéndole el papel protagónico de  Gambito y el actor firmó, oficialmente, en mayo de ese mismo año. Rupert Wyatt, Doug Liman y Gore Verbinski estuvieron sucesivamente vinculados al proyecto como directores de la película pero se separaron por razones de distinta índole. Por diferentes causas, la fecha de lanzamiento de la película fue retrasada en varias ocasiones, con un  anunció que se produciría el 7 de junio de 2019 pero al final se confirmó que la película había sido cancelada, con lo cual no hubo fecha de estreno.

## Desarrollo temprano

### 2003
En el set de la película X-Men 2 de 2003, el director Bryan Singer, contrató a James Bamford quien estaba actuando como el doble de acción de Wolverine, para filmar un corto cameo como el personaje de Gambito. La escena fue eliminada de la película en posproducción, ya que Bamford creyó que sería mejor optar por un actor más reconocido para cualquier aparición futura. Singer quería que el personaje tuviera un papel más importante en la secuela, X-Men: The Last Stand, con Keanu Reeves en el papel, pero finalmente no dirigió dicha cinta.
Un nuevo equipo de guionistas, conformado por Simon Kinberg y Zak Penn, fueron contratados para escribir el guion de la secuela de 20th Century Fox después de la partida de Singer, y aunque el par quería incluir al personaje, pensaron que solo podría hacer un cameo, debido a la importancia de personajes nuevos más relevantes para la historia de la película. Finalmente decidieron reservar a Gambito para un papel más destacado en una cinta futura. Después de que se tomara esa decisión, Josh Holloway buscó conseguir el papel, pero declinó debido a su calendario en la serie Lost. Channing Tatum fue elegido para el papel, pero el personaje fue retirado del guion antes de que pudiera ser oficialmente designado.

### 2007
En octubre de 2007, se creía que Gambito aparecería en la película spin-off, X-Men Origins: Wolverine, con su lanzamiento planeado para 2009. Tatum no pudo hacerse con el papel, nuevamente, debido a conflictos de programación con G.I. Joe: The Rise of Cobra y Taylor Kitsch fue finalmente elegido para el mismo.
Kitsch firmó un acuerdo de tres películas. El ejecutivo Jeff Katz confiaba en que el personaje tendría un buen recibimiento, diciendo: "hay un nivel de estrategia en cómo cultivamos estas cosas y los personajes que pueden hacer la transición en múltiples películas" e insinuando que el personaje podría tener su propia cinta en solitario como sucedió con Deadpool de Ryan Reynolds. Sin embargo, la película no fue bien recibida y la interpretación de Kitsch no se convirtió en el éxito esperado. En septiembre de 2013, Tatum expresó su interés en asumir el papel de Kitsch, al decir: "Gambito es mi favorito. Soy de Nueva Orleans, de alrededor de esa área. Mi papá es de Nueva Orleans y me gusta hacer un acento cajún. Podría hacerlo de verdad. Aunque sin criticar a Taylor Kitsch, porque realmente me gustó su Gambito, siempre he vivido con gente cajún... Gambito siempre fue el [tipo] amante de mujeres, fumador de cigarrillos y bebedor. Él era el punk rock de todos los superhéroes."

### 2014
La productora de la franquicia de X-Men, Lauren Shuler Donner reveló en enero de 2014 que ella y Tatum habían comenzado a planear una película de Gambito, diciendo que "no tiene que ser una gran película. Es un ladrón de Nueva Orleans, es una historia completamente diferente. Está a bordo y tengo que llevar el estudio a bordo."
En mayo de ese año, Tatum firmó oficialmente para protagonizar una película de Gambito, la cual estaba destinada a comenzar una nueva franquicia independiente. Tatum aparecería por primera vez en X-Men: Apocalipsis, para presentar su versión del personaje. Para octubre, los productores estuvieron debatiendo la historia de la película y buscando un escritor, con Josh Zetumer siendo contratado a finales del mes, trabajando en el tratamiento de una historia de Chris Claremont, creador de la historieta de Gambito. Junto a Donner y Kinberg, Tatum estaba programado para producir la película con Reid Carolin, de su compañía Free Association. En enero de 2015, Fox le dio a la película una fecha de lanzamiento para el 7 de octubre de 2016. Durante varios meses, Tatum se acercó a Bennett Miller, Darren Aronofsky, Gareth Evans y J.C. Chandor para dirigir la película, pero todos lo rechazaron. En mayo, Zetumer completó su primer borrador del guion, que Tatum describió como un historia de origen "mortal" que cambió "la trama de algunas de las películas".

## Rupert Wyatt

### 2015
En junio de 2015, Rupert Wyatt firmó para dirigir la película, frente  a lo que Tatum dijo: "Finalmente encontramos a alguien que en verdad creo que quiere hacer Gambit", agregó que ya no aparecería en Apocalipsis y que pensaba que una película basada en Gambito era "una oportunidad realmente única" entre las cintas de superhéroes.
Wyatt comenzó a aprender del mago David Kwong a lanzar cartas y realizar trucos de prestidigitación para el papel. Se tenía programado que el rodaje comenzara en Nueva Orleans a finales de octubre y principios de noviembre de ese año. Para finales de julio, se creía que la película se centraría principalmente en "mafiosos y ladrones" en lugar de "aventuras del 'fin del mundo'", pero Fox quería "cargarlo de espectáculo y hacer este personaje tan popular como sea posible" con un gran presupuesto planeado de $154 millones, el que se invertiría principalmente en Louisiana. Varias actrices fueron buscadas para el papel principal femenino, contraparte de Tatum, incluyendo a Léa Seydoux.

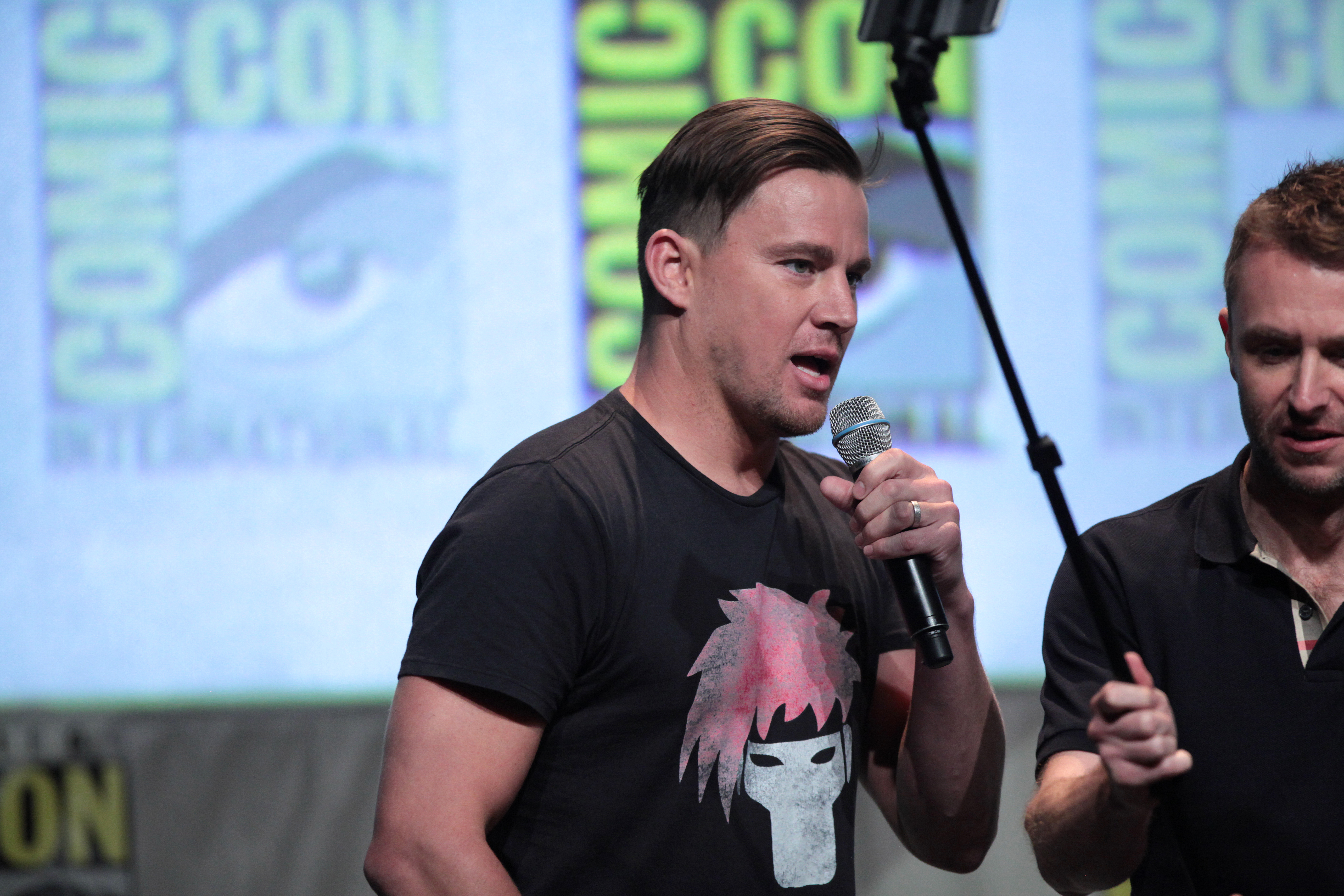
El protagonista y productor, Channing Tatum, promocionando Gambit en la Convención Internacional de Cómics de San Diego de 2015.

A finales de julio de 2015 mientras Tatum renegociaba su contrato con Fox, se cree que estuvo cerca de abandonar el proyecto. Esto se debió a la intención de Fox de hacer que Tatum se convierta en uno de los "personajes ancla" de la franquicia tras el retiro de Hugh Jackman como el antiguo personaje principal de la serie, Wolverine, lo que conllevaría un gran compromiso de parte de Tatum. 
La compensación por servicios también fue un problema para Tatum, pero en cuestión de días los problemas fueron resueltos y Tatum, una vez más, quedó como protagonista y productor. Se consideró que su "participación estuvo difícilmente en verdadero peligro" debido a los compromisos que Tatum ya había asumido con el proyecto. El papel principal femenino, Belladonna Boudreaux, fue descrito como "muy disputado", con Rebecca Ferguson y Abbey Lee también haciendo audiciones para el papel. Ferguson pronto eligió un papel en La chica del tren en su lugar y Seydoux fue elegida a finales de agosto.
En septiembre, Wyatt abandonó la película después de que los cambios en el calendario de filmación se contrapusieran con otro proyecto con el que Wyatt se había comprometido. También se creía que se había vuelto "escéptico" sobre la dirección de la película debido a querer reescribir el guion y "concebir el mundo que se está filmando", lo que generó diferencias de opinión sobre los elementos del guion con Fox, Tatum y Kinberg.

## Doug Liman

### 2016
Fox comenzó "furiosamente" a tener varios encuentros con posibles reemplazos de Wyatt con la esperanza de mantener la fecha de lanzamiento de la película, incluyendo a los directores Doug Liman, Joe Cornish, Shane Black y F. Gary Gray. Liman estuvo en las últimas conversaciones para encargarse de la película en noviembre de 2015.
Liman ya había comenzado a trabajar en el guion con Tatum, Carolin, Zetumer y Kinberg. Este último notó que la franquicia de X-Men estaba comenzando a ramificarse en diferentes tonos con la irreverente y adulta película Deadpool y dijo: "Gambit tendrá su propio y diferente sabor y tono, será más como una película de robos y de suspenso sexy en cierto modo." En enero, el rodaje estaba programado para marzo de 2016.
Fox retiró oficialmente a Gambit de su fecha de lanzamiento de octubre en febrero de 2016. Liman pronto eligió dirigir la película The Wall mientras esperaba un nuevo borrador del guion de Gambit, con la intención de comenzar con la producción de la misma a finales de 2016. Tatum y Carolin estaban buscando un nuevo escritor que se encargara de la reescritura y de perseguir una dirección creativa diferente para la película, mientras se esperaba que Liman descartara el casting de Wyatt de Seydoux y comenzara a hacer audiciones desde cero.
Kinberg explicó en mayo que el grupo, en conjunto, no estaba contento con el guion de la película, pero que ahora estaban "muy cerca" de completarlo. Agregó que "lo más importante es encontrar el tono y la voz correctos ... [nosotros] estamos esperando que Gambit sea como lo que fue Deadpool, el comienzo de una nueva franquicia en el universo de los X-Men, queremos asegurarnos de que lo haremos bien."
En julio, Kinberg elogió el guion de Gambit y dijo que ahora tenían el objetivo de comenzar a filmar a principios de 2017. Sin embargo, Liman abandonó el proyecto al mes siguiente en una "separación de mutuo acuerdo" con Fox, eligiendo, en su lugar, dirigir la película Dark Universe, basada en DC Comics. Liman luego explicó que para él "el guion lo es todo y no lo estaba sintiendo. Tengo que conectarme con el guion."

## Gore Verbinski

### 2017
En noviembre de 2016, se esperaba que Gambit comenzara nuevamente con su desarrollo y director nuevo, después de que Tatum completara su trabajo en la película Logan Lucky. En enero de 2017, Donner confirmó que Tatum aún estaba ligado al proyecto, y un mes después, Kinberg indicó que la película estaba en "desarrollo activo". 
Verbinski expresó su esperanza de poder estar listos para filmar a finales de 2017, para entonces comenzar a hacerlo a principios de 2018. Señaló que ya había tres películas de la franquicia X-Men programadas para lanzarse en 2018 en ese momento, así que Gambit podía "esperar un momento". Kinberg comparó el compromiso de Tatum en el papel de Gambito con la determinación mostrada por Reynolds y Jackman para lograr sus películas más recientes de X-Men (Deadpool y Logan, respectivamente) "de la manera correcta" y reiteró la intención de Fox de construir una nueva franquicia de películas basadas en Gambito.
A finales de mayo de 2017, el productor de X-Men, Hutch Parker, fue incapaz de proveer una actualización sobre la película, pero dijo, "todavía hay un deseo y apasionado interés de ver cómo se hace [Gambit]." En julio, Tatum reiteró que todavía estaba trabajando activamente en la película y charló del largo periodo de desarrollo de la película y las muchas demoras en la producción, diciendo: 
Creo que somos muy, muy afortunados. Creo que muchos reveses los veremos en retrospectiva como bendiciones gigantes. Porque lo estábamos haciendo [y] estamos escribiendo una película justo en el cambio de paradigma en las películas. Así que tuvimos suerte de no haber salido con lo nuestro, que no creo que estuviera completamente formado. Fue una buena idea. Íbamos en la dirección correcta. Y luego tenemos que aprender de dos tipos muy hermosamente diferentes en un cambio completo de paradigma [con] Logan y Deadpool.
El siguiente mes, Tatum agregó que el trabajo del guion de Gambit había "comenzado de nuevo" y que "realmente estamos haciendo algunas de las cosas que siempre quisimos hacer con el guion", que describió como "algo que este género de películas no ha visto antes". En octubre, Gore Verbinski estuvo en conversaciones para dirigir la película, que fue descrito como una "alta prioridad" para Fox. Una semana después, se le dio a la película una fecha de lanzamiento para el 14 de febrero de 2019 y Verbinski fue confirmado como director. A finales de octubre, el casting para la película estaba "en marcha" y Jenny Beavan fue contratada como diseñadora de vestuario.
Al mes siguiente, Lizzy Caplan entabló conversaciones para unirse a la película como su protagonista femenina mientras que la localización de la película se establecía en Nueva Orleans.
En diciembre, la filmación fue programada para comenzar en Nueva Orleans en marzo de 2018. El mes siguiente, Verbinski se retiró del proyecto debido a un conflicto de programación, aunque también se reportaron diferencias creativas. Posteriormente, Fox movió nuevamente la fecha de lanzamiento al 7 de junio de 2019.

## Últimos desarrollos

### 2018
A pesar de que inicialmente tenían la intención de mantener el rodaje para marzo después de la salida de Verbinski, Fox eliminó la película de su calendario de producción a finales de enero de 2018. En ese momento, la búsqueda del reemplazo de Verbinski estaba en marcha, mientras se esperaba que la nueva fecha de lanzamiento en junio de 2019 quedara mejor para hacer de esta una "película de verano de Marvel". Fue descrita como una película con un tono de comedia y que giraría en torno a un atraco, y que se había reescrito para hacerlo "más Nueva Orleans". Fox esperaba otro borrador del guion en marzo y el presupuesto otorgado todavía tiene luz verde a pesar de la falta de un director. A finales de marzo, se estableció una nueva fecha de inicio de producción para el 19 de junio de 2018.
En abril, los productores se reunieron con varios directores para que dirigieran la película, con Kinberg expresando, en mayo, que él y Tatum estaban muy contentos con el guion actual y que esperaban elegir al nuevo director "en el próximo par de semanas y grabar a finales de este verano". Reiteró que la misma seguía siendo una prioridad para Fox "lo crean o no" y agregó que la propuesta de adquisición de 21st Century Fox por parte de Disney no afectó los planes para la película hasta ese punto.

### 2019
Lauren Shuler Donner reveló que Gambito , así como el resto de las películas de Fox-Marvel, estaban "en espera" hasta que se concrete el acuerdo entre Disney y Fox. El productor Simon Kinberg ha confirmado que Marvel Studios esta evaluado en continuar el proyecto o no. En mayo de 2019, Gambit fue cancelado oficialmente por Disney y eliminado de su calendario de lanzamiento.